# A zsírsavak szintézise
A zsírsavak az emberi anyagcsere forrásainak egy fő csoportja (átlagosan 1 g 9 kcal energiát jelent). A bioszintézis az emberi szervezetben elsősorban a májra, zsírszövetre, laktáló emlőre és kis mértékben a vesére jellemző folyamat.

## Acetil-Coa
Az acetil-Coa a zsírsavak bioszintézisének kiindulási anyaga. Keletkezhet a zsírsavak, aminosavak lebontása következtében is, elsősorban azonban a zsírsavakba beépülő acetil-Coa a szénhidrátok lebontásából származik a piruvát-dehidrogenáz komplex által katalizált reakcióból.

## Lokalizáció
Sejten belül a zsírsavak szintézise a citoszolban zajlik, az acetil-Coa viszont a mitokondriumban termelődik. Ahhoz, hogy ezt a sejt zsírsavak képzésére felhasználhassa, át kell juttatni a mitokondriális membránon, azonban acetil-Coa számára ez átjárhatatlan. Így a citrát-szintáz által katalizált reakcióban oxálacetáttal kondenzálódva citráttá alakul.

Citrát formájában az acetil-Coa kijut a citoszolba, ahol egyből visszaalakul acetil-Coa-vá ATP-citrát-liáz segítségével, az oxálacetát pedig visszajut a mitokondriumba.

## A szintézis kezdőlépése
A szintézis első és egyben elkötelező lépése az acetil-Coa-karboxiláz (ACC) által katalizált reakció, ahol malonil-Coa keletkezik, ami a szintézis egy fontos intermediere.

Energiaigényes folyamat, ahol az energiát ATP szolgáltatja, a biotin kofaktor pedig ezt az energiát felhasználva köti meg a szén-dioxidot.
Ez a lépés azért is fontos, mert itt történik a szintézis legjelentősebb regulációja az ACC enzimen keresztül:
- 1.	Allosztérikus aktivátora az ACC-nek a citrát (valamint szubsztrát is, ugyanis az inaktív monomerekből általa alakulhat ki az aktív polimer forma). Allosztérikus gátló a reakcióra a végtermék (malonil-Coa), valamint a palmitoil-Coa. Ezek az aktív polimer kialakulását gátolják.
- 2.	Hormonális szabályozás alatt is áll az enzim. Glukagon hatására egy cAMP-függő protein kináz működésbe lép, foszforilálja az ACC-t, melynek következtében az enzim legátlódik. Az inzulin hatása ezzel ellentétes, defoszforilálódik az enzim és működésbe lép.
- 3.	Befolyásolja még a táplálkozás is. Zsírban gazdag étrend vagy éhezés hatására csökken az ACC mennyisége, zsírban szegény valamint szénhidrátokban gazdag étrend hatására nő a mennyisége.

## A szintézis további lépései
A további lépések során megtörténik a 16 szénatomos palmitinsav szintézise, a további zsírsavak ebből fognak kialakulni. 
A folyamat lényege, hogy a zsírsavlánc először acetil-Coa-ból kiindulva két szénatomonként hosszabbodik malonil-Coa hozzáadásával, majd a létrejött acil-Coa újra végigmegy ezen a folyamaton, stb..(Tehát ezek a szénatomok mind az acetil-Coa acetil-csoportjáról származtathatók.) A szintézist egy enzimkomplex, a zsírsav-szintáz végzi, mely két azonos alegységet tartalmaz, mely alegységeket hét különböző enzimaktivitással rendelkező fehérje alkotja.
- 1.	Az acil (legelőször persze acetil) -és a malonilcsoport kondenzálódik, miközben szén-dioxid szabadul fel. ( Az ACC reakcióban ez épült be.) Az ACP(acil-carrier protein) a Coa csoport része, ez kapcsolódik az acilcsoportokhoz.

- 2.	Redukció I.

- 3.	Dehidratálás

- 4.	Redukció II.

Jól megfigyelhető, hogy az ebben a reakcióban szereplő acil-ACP két szénatommal hosszabb, mint a KS reakcióban lévő. Ez az acil-Coa kerül vissza a KS reakcióhoz megint, ha további hosszabbítás szükséges.

- 5.	Ha kialakult a palmitoil-ACP, akkor a palmitinsav egy tioészteráz hatására lehasad róla.
- 6.	Elongáció: mivel a palmitinsav ebben a folyamatban végtermék, így a 16 szénatomnál hosszabb zsírsavak a mitokondriumban és az endoplazmás retikulumban alakulnak ki.
- 7.	Deszaturáció: A telítetlen zsírsavak kettős kötések létrejöttével alakulnak ki az endoplazmás retikulumban.

## A NADPH forrása
A redukciók NADPH igényes folyamatok. Ezt a NADPH-t onnan nyeri,hogy az oxálacetát maláttá,a malát pedig piruváttá alakul.